# 菅沼尚宏
菅沼 尚宏（すがぬま たかひろ、1966年 - ）は、ファイナンシャル・プランナー、不動産投資家、演出家、実業家。元ニッポン放送のラジオディレクター、社員。
妻は、元ニッポン放送アナウンサーの仲佐かおり。

## 来歴
大阪府豊中市出身。1985年3月、大阪星光学院高等学校卒業、同年4月、上智大学経済学部経済学科に入学。大学1年時から、上智小劇場に在籍し役者経験後、脚本、プロデューサー、演出に転身。演劇にどっぷりハマり過ぎて、就職活動をマトモに行って無かった中、ニッポン放送から内定を受け、1989年3月、同大卒業後、同年4月に入社。入社同期は、現：CP局アナウンサー室室長の増山さやか、元ディレクター、プロデューサーで現：ビジネス開発センター長の節丸雅矛、現・ホリプロ代表取締役会長兼社長の堀義貴。
入社後、報道部へ配属。休日を使いながら、主宰として、劇団ロフトアンドシアターを旗上げする。その後、制作部に異動し、主にバラエティ番組のディレクションを担当。以後、スポーツ部に異動し、スポーツ関連番組のディレクションを担当。バブル崩壊以後、番組制作費削減でモチベーションが低下し、2000年に会社に休職を願い、ニューヨークへ渡米し、ニューヨーク大学等で海外留学を経験し、帰国。
2009年4月人事にて、エンターテインメント開発部副部長として、書籍プロデュースや演劇演出等を担当。
その後、2008年に発生したリーマンショックと、2009年の日本航空 経営破綻により、趣味である旅行に活用する為に所持していた株式の上場廃止、自身の母親の病死をキッカケに、自己学習で投資の勉強を開始し、不動産投資を開始。2012年には、自らの会社を立上げて、2013年から芸名「アユカワタカヲ」で「人生自由化計画」を提唱し、「不動産はエンターテイメントだ!」をモットーに不動産投資セミナー講師として活動を開始。2014年10月、ニッポン放送を退職し、不動産投資をメインに、一旦セミリタイアしたが、飽きが来て復帰。
2018年4月時点で、個人・法人名義含め、区分ワンルームマンション6室、マンション4棟(69室)、アパート1棟(14室)、戸建賃貸住宅1戸を保有し、自身が顧客かつ取引先である不動産デベロッパーと協業で、ニッポン放送本社に所在するイマジンスタジオにて、毎月投資セミナーを開講している。

## 出演番組

### ラジオ
- 高岡美樹のべっぴんラジオ（ラジオ大阪)※「知って納得!マンション経営のしくみ」（月曜） - 2018年4月9日 -

### 過去

#### 出演番組

##### ラジオ
以下、東海ラジオの番組
- 山浦・深谷のヨヂカラ! - 2017年6月19日
- あまタク商売繁盛!てんてこまい! - 2017年7月16日
- TOKYO UPSIDE STATION - 2018年2月18日
- ザブングル&川島葵のカッチカチ大放送! - 2018年11月5日
- 慶元まさ美のハッピー・モーニング（ラジオ大阪） - 2017年11月13日
- アユカワタカヲの不動産最前線！2019〜春〜（ニッポン放送） - 2019年3月24日

#### 制作番組
- ウッチャンナンチャンのオールナイトニッポン(ディレクター)
- 伊集院光のOh!デカナイト（ディレクター）
- うえちゃんのおっかけラジオ ヨッ!お疲れさん（ディレクター）
- テリーとうえちゃんのってけラジオ（初代ディレクター）
- ネプチューンのオールナイトニッポン(ディレクター)
- 小倉智昭のラジオサーキット(ディレクター)
- 上柳昌彦のお早うGoodDay!（プロデューサー）
- 上柳昌彦 土曜日のうなぎ（ディレクター）
- ショウアップナイター(ディレクター)
- ザ・ボイス そこまで言うか!(曜日担当ディレクター)
- 辛坊治郎ズーム そこまで言うか!(ディレクター)

## 著作

### 単著
- 6億円サラリーマンになる方法「入門編」―たった3日で、不動産投資を実践できる
- 6億円サラリーマンが教える引き出しても減らない通帳の作り方

### 共著
- 不動産投資でハッピーリタイアした元サラリーマンたちのリアルな話